# Andrew Ellicott Douglass

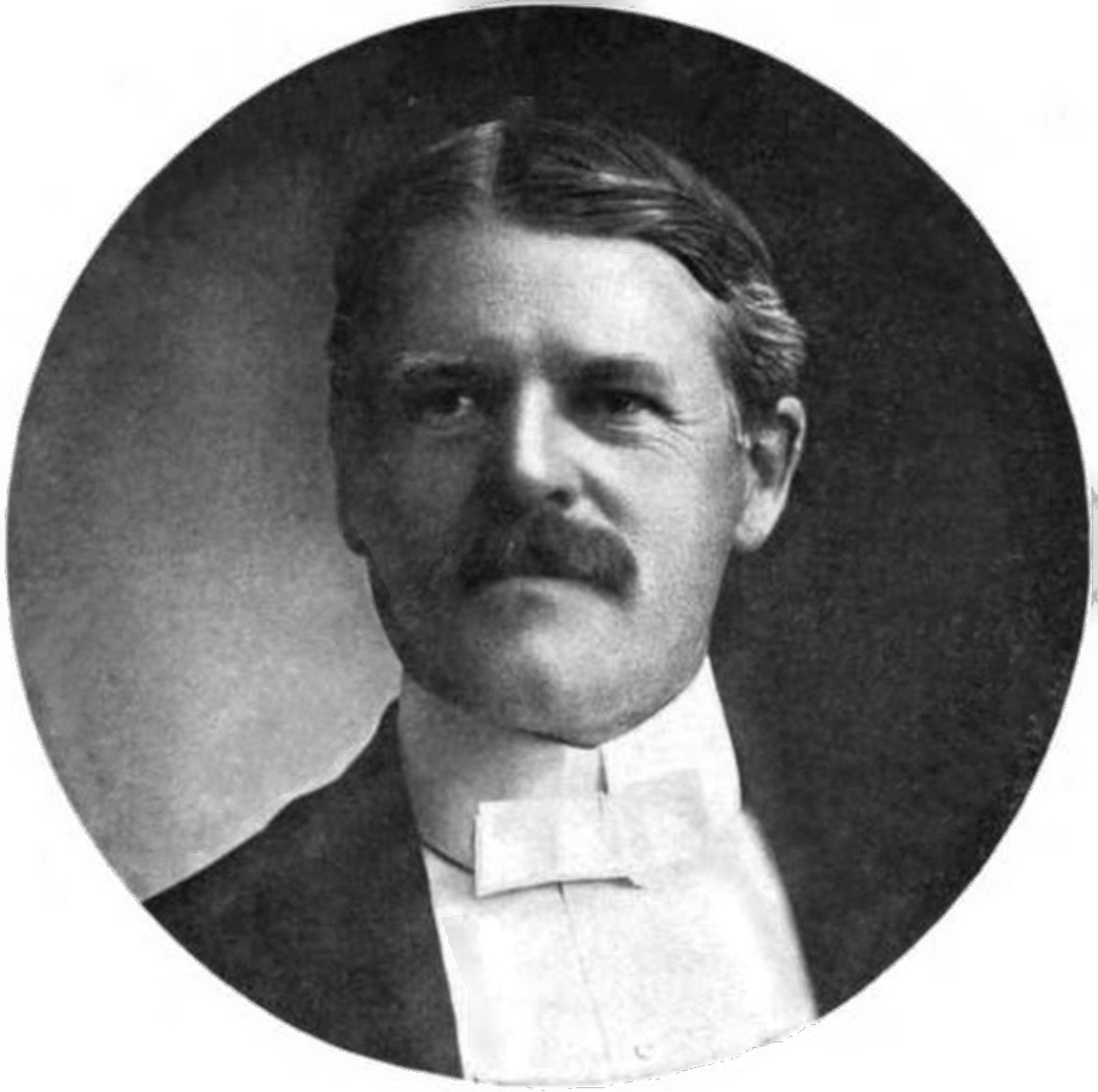
Porträtfoto von Andrew Ellicott Douglass aus dem Jahr 1915

Andrew Ellicott Douglass (* 5. Juli 1867 in Windsor, Vermont; † 20. März 1962 in Tucson, Arizona) war ein US-amerikanischer Astronom und gilt als der Begründer der Dendrochronologie.

## Leben und Wirken
Schon Leonardo da Vinci vermutete, dass die Jahresringe von Bäumen die klimatischen Wachstums-Umstände in einem jährlichen Rhythmus widerspiegeln. Im 17. und 18. Jahrhundert wurde dies allgemeiner bekannt und zur Bestimmung des Alters von Bäumen verwendet. Ende des 19. Jahrhunderts hat Arthur von Seckendorff-Gudent Jahrringfolgen unterschiedlicher Bäume „überlappt“, jedoch gelang es erst Douglass, mittels der „Überlappungs“-Technik (Crossdating-Methode), das Alter von abgestorbenen und verbauten Baumproben zu bestimmen. Douglass bohrte als erster auch Bäume an, um mittels der Dicke der Jahrringe Informationen über die klimatischen Wachstums-Bedingungen und der vermuteten Beziehung zur Sonnenaktivität zu erhalten.
Douglass arbeitete zuerst am Harvard-College-Observatorium. Nachdem er Percival Lowell getroffen hatte, führte er von 1894 bis 1906 am Lowell-Observatorium in Flagstaff hauptsächlich Mars-Beobachtungen durch und begann die ersten Forschungen über die Beziehungen von Jahrringen zur Sonnenaktivität. Ein Nachweis seiner Theorie gelang ihm nicht, aber er legte den wissenschaftlichen Grundstein für das Laboratory of Tree-Ring Research, eine wissenschaftliche Sammlung von hölzernen Jahresringen. Ab 1906 lehrte Douglass in Tucson und arbeitete am systematischen Ausbau der Dendrochronologie. 1918 begann er mit der Datierung von Baumproben aus alten aztekischen Ruinen, 1929 konnte er eine 585-jährige Jahresring-Chronologie der Gelb-Kiefer (Pinus Ponderosa) archäologischen Funden zuordnen. Zwischen 1919 und 1936 erschien in drei Bänden sein Climate Cycles and Tree Growth. Von 1923 bis 1937 war er Direktor des neu gegründeten Steward-Observatoriums der University of Arizona. Nach seiner Pensionierung schrieb er noch viele Aufsätze zur Dendrochronologie und Klimaforschung.
1941 wurde er zum Mitglied der American Philosophical Society gewählt. Der Asteroid (2196) Ellicott sowie 2004 der Asteroid (15420) Aedouglass wurden nach ihm benannt. Ebenfalls sind ein Mondkrater und ein Marskrater nach ihm benannt.